# Le Chien fou
Pour plus de détails, voir Fiche technique et Distribution.
Le Chien fou est un film français réalisé par Eddy Matalon et sorti en 1966.

## Synopsis
Un casse se déroule mal, l'un des trois malfaiteurs est blessé, Une fois en sécurité Marc veut appeler un médecin pour secourir le blessé, mais son complice s'y oppose, une bagarre éclate entre les deux hommes au cours de laquelle Marc tue son acolyte tandis que le blessé expire. Marc se retrouve seul avec des diamants à écouler. Comme tout se sait dans le milieu, il n'arrive pas à les fourguer à un bon prix. Il est suivi et surveillé et ne peut se fier à personne. Chez l'un des receleurs qu'il contacte, il perd les diamants sans argent en échange. Il rencontre par hasard Marie. Ensemble ils font des projets d'avenir, mais il n'a plus rien. Il tente de contacter le directeur de l'établissement chez qui le hold-up a eu lieu. La police lui tend alors un piège dans le métro. Il en réchappe mais est rattrapé par les tueurs du milieu.

## Fiche technique
- Titre français : Le Chien fou
- Réalisation, scénario, dialogue : Eddy Matalon
- Photographie : Jean-Jacques Tarbès.
- Musique : Derry Hall
- Chanson du film : interprétée par Olivier Despax
- Montage : Agnès Guillemot
- Sociétés de production : Mat Films et Compagnie Européenne de Production Cinématographique
- Pays de production :  France
- Format :  Noir et blanc - 35 mm - Son mono
- Genre : Film policier
- Durée : 90 minutes
- Date de sortie : 
  - France :	2 septembre 1966

## Distribution
- Claude Brasseur : Marc
- Dany Carrel : Marie
- Jacques Bernard : l'inspecteur
- Jacques Monod : Mario
- Howard Vernon : Fred
- Prudence Harrington : Anna
- Popeck : Jean, le complice abattu
- Olivier Hussenot : Charlie
- Maurice Chevit : le mécano
- Robert Bazil : Henri, le beau-frère de Marc
- Andrée Tainsy : la vendeuse d'électro-ménager
- Christian de Tillière : Le tueur qui suit Anna
- Pierre Richard (homonyme à ne pas confondre avec l'acteur né en 1934)